# Güeñes
Güeñes – gmina w Hiszpanii, w prowincji Biskaja, w Kraju Basków, o powierzchni 41,16 km². W 2011 roku gmina liczyła 6483 mieszkańców.
W miejscowości jest przystanek kolejowy Güeñes.